# РПГ-27
РПГ-27 «Таволга» (ТКБ-0174, индекс ГРАУ — 7П30) — советский ручной противотанковый гранатомет, разработанный ведущими конструкторами НПО «Базальт» Радченко Ю.И. и Кораблевым А. под обозначением ТКБ-0174 и принятый на вооружение Советской армии в 1989 году.
Реактивная граната укомплектована тандемной боевой частью (ТБЧ), унифицированной с ПГ-7ВР. При встрече с преградой сначала срабатывает лидирующий заряд, инициируя при этом заряд ДЗ, а затем с определённой задержкой по времени — основной кумулятивный заряд. Эта схема позволяет вести успешную борьбу практически со всеми современными танками, оснащёнными динамической либо разнесённой защитой, а также может эффективно использоваться для поражения живой силы противника, находящейся в зданиях и сооружениях из кирпича, железобетона и в дерево-земляных укрытиях.
Пусковое устройство «Таволги» представляет собой стеклопластиковую трубу и практически ничем не отличается от пускового устройства РПГ-26. УСМ и прицельные приспособления «Таволги» по конструкции аналогичны РПГ-26. Перевод ручного гранатомёта из походного положения в боевое и обратно осуществляется в том же порядке, что и у РПГ-26.

## Источник
- Мураховский В. И., Федосеев С. Л. Оружие пехоты. — М.: Арсенал-Пресс, 1997;
- Каталог «Оружие России». — Т. 1. — М., 1997.